# Shōji (arredamento)

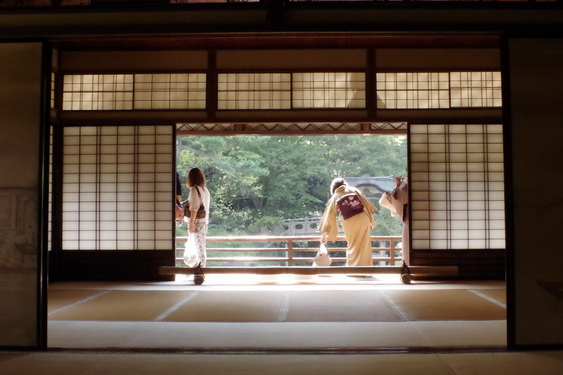

Lo shōji (障子) è un particolare tipo di porta, usato comunemente in Giappone, nelle case tradizionali o nei dojo. Realizzata in carta di riso, permette alla luce naturale di filtrare attraverso la porta, ma permette un'ottima privacy, in quanto la carta di riso non è trasparente.